# Loïsa Puget
Loïsa Puget (1809 – 1889) è stata una compositrice francese amica di George Sand e continuatrice dell'arte di Donizetti.
Puget compose ed eseguì la propria musica nei salotti dell'epoca e sposò il suo paroliere, Gustave Lemoine. Nel periodo più produttivo, fra il 1830 ed il 1845, compose la musica per oltre 300 canzoni. Nel 1841 Philippe Lemoine e Adolphe d'Ennery scrisse un melodramma basato sulla canzone di maggior successo di Puget, La Grace de Dieu, che fu da base per l'idea di Donizetti della Linda di Chamounix.